# Ubaldo Ragona
Ubaldo Ragona (* 1. Dezember 1916 in Catania; † 15. August 1987 in Rom) war ein italienischer Filmregisseur.

## Leben
Ragona war früh vom Filmen begeistert und betätigte sich als Amateurregisseur, wandte sich dem Schreiben zu und gründete die Zeitschrift „Passo ridotto“. Er  legte auch vier Kinofilme vor, die er zwischen 1955 und 1965 realisierte. Darunter befindet sich nach einem Dokumentarfilm aus dem Nildelta und dem mittellangen, in den Antillen entstandenen Baldoria nei Caraibi mit dem nach einem Roman von Richard Matheson entstandene Science-Fiction-Film L'ultimo uomo della terra ein Werk, das auch in einer US-amerikanischen Version hergestellt wurde und erst sehr spät die ihm zustehende Beachtung fand. Ragona war bei seinen Filmen auch als Drehbuchautor, Filmeditor und Ideengeber tätig.
Ragonas Bruder Claudio wurde als Kameramann bekannt.

## Filmografie
- 1955: Il fiume dei faraoni
- 1957: Baldoria nei Caraibi (Ko-Regie & Drehbuch)
- 1964: The Last Man on Earth (L'ultimo uomo della terra) (& Drehbuch)
- 1965: Das Bett einer Jungfrau (Una vergine per un bastardo) (& Drehbuch)